# Каддура, Ибтихадж
Ибтихадж Каддура (араб. ابتهاج قدّورة‎) — ливанская феминистка.
Кадурра известна как правозащитница, политический деятель и один из пионеров женского движения в Ливане.

## Деятельность
В 1914 году Каддура вместе с Анбарой Салам (Anbara Salam), Аминой Хамзави (Amina Hamzawi) и Адилёй Байхум стала соосновательницей феминистской организации «Ассоциации пробуждения молодых арабских женщин» (англ. Awakening of the Young Arab Women Association), которая работала в сфере образования.
В 1953—1966 годах она возглавляла Сирийско-ливанский женский союз, а затем Совет ливанских женщин.
Кадурра не носила паранджу, организовывала митинги, писала петиции властям, боролась за избирательное право женщин. В 1936 году она написала парламенту:
«Союз женщин желает, чтобы ваш уважаемый совет признал женщин гражданами и предоставил им гражданские права, а также обратил ваше внимание на то, что женщины разделяют вашу национальность, цивилизацию и историю».

## Достижения
Избирательное право женщин было введено в Ливане в 1952 году, и три женщины выиграли на выборах в муниципальный совет Бейрута в 1953 году: Каддура, Лора Табет и Элейн Райхан (Elaine Rayhan).